# Phylloscopus ogilviegranti
El mosquitero de Ogilvie-Grant (Phylloscopus ogilviegranti) es una especie de ave paseriforme de la familia Phylloscopidae propia del sureste de Asia. Anteriormente se consideraba una subespecie del mosquitero de Davison. Su nombre conmemora al ornitólogo escocés William Robert Ogilvie-Grant.

## Distribución y hábitat
Se encuentra en Vietnam y el sur de China y las montañas de su interior, además de Camboya, Laos y Tailandia. Su hábitat natural son los bosques subtropicales y templados tanto montanos como de baja altitud.